# Дискография Ин-Грид
Дискография итальянской певицы Ин-Грид (In-Grid) включает в себя пять студийных альбомов, четыре сборника, тридцать один сингл и тринадцать видеоклипов.

## Хронология
Свою карьеру певица начала в 1996 году, однако успех пришёл к ней несколько позже. В 2002 году она выпустила сингл «Tu es foutu», который мгновенно стал хитом в странах Европы и США. В следующем году певица презентовала ещё один хит «In-Tango», а также дебютный альбом Rendéz-Vous, который получил множество музыкальных сертификаций, в том числе пять платиновых в России. Второй альбом La Vie En Rose артистка представила в 2004 году, он смог подняться до второго места в чарте Польши и получить там золотую сертификацию.
В 2005 году Ин-Грид возвращается к танцевальному звучанию и выпускает сингл «Mama Mia», который становится популярным в странах Восточной Европы, в России песня заняла 7 место, а в Польше — 9. В том же году выходит новый альбом Voilà!, получивший в России платиновую сертификацию. В 2007 году певица представила дуэт «I Love» с польским артистом Stachursky, который вновь занял 9 место в польском чарте. В 2009 году вышел четвёртый альбом исполнительницы Passion, а в 2010 — пятый Lounge Musique.
В 2010-е Ин-Грид много участвовала в записи песен с иностранными артистами, в том числе с греческой аккордеонисткой Зои и российскими исполнителями Жанной Фриске, Лолитой Милявской и Авраамом Руссо.

## Альбомы

### Студийные альбомы
| Rendez-vous                                                                        | - Выпущен: 31 марта 2003 - Лейбл: ZYX Music - Формат: CD, кассета | 23 | 24 | 27 | —  | 68 | 3 | 8  | 41 | 53 | - POL: Платиновый - RUS: 5× Платиновый |
| La vie en rose                                                                     | - Выпущен: август 2004 - Лейбл: ZYX Music - Формат: CD            | —  | —  | —  | —  | —  | 2 | 33 | —  | —  | - POL: Золотой                         |
| Voilà!                                                                             | - Выпущен: 25 октября 2005 - Лейбл: ZYX Music - Формат: CD        | —  | —  | —  | —  | —  | — | —  | —  | —  |                                        |
| Passion                                                                            | - Выпущен: 17 декабря 2009 - Лейбл: X-Energy Records - Формат: CD | —  | —  | —  | 18 | —  | — | —  | —  | —  |                                        |
| Lounge Musique                                                                     | - Выпущен: 6 декабря 2010 - Лейбл: X-Energy Records - Формат: CD  | —  | —  | —  | —  | —  | — | —  | —  | —  |                                        |
| Символ «—» означает, что альбом не попал в чарт или не выпускался в данной стране. |                                                                   |    |    |    |    |    |   |    |    |    |                                        |

### Сборники
| Название                 | Детали                                                                   |
| ------------------------ | ------------------------------------------------------------------------ |
| Greatest Hits            | - Релиз: 2006 - Лейбл: Musart - Формат: CD, DVD                          |
| Grand Collection         | - Релиз: 2008 - Лейбл: Квадро-Диск - Формат: CD                          |
| Star Hit. Новое и лучшее | - Релиз: 2011 - Лейбл: CD Land - Формат: CD                              |
| Лучшие Хиты              | - Релиз: 17 ноября 2014 - Лейбл: РДС Рекордс - Формат: цифровая загрузка |

## Синглы

### Как главный артист
| Год                                                                               | Название                                  | Позиции в чартах | Позиции в чартах | Позиции в чартах | Позиции в чартах | Позиции в чартах | Позиции в чартах | Позиции в чартах | Позиции в чартах | Позиции в чартах | Позиции в чартах | Сертификации   | Альбом              |
| Год                                                                               | Название                                  | АВТ              | ВЕН              | ГЕР              | ДАН              | НИД              | ПОЛ              | СНГ              | США Dance        | ШВА              | ШВЕ              | Сертификации   | Альбом              |
| --------------------------------------------------------------------------------- | ----------------------------------------- | ---------------- | ---------------- | ---------------- | ---------------- | ---------------- | ---------------- | ---------------- | ---------------- | ---------------- | ---------------- | -------------- | ------------------- |
| 2000                                                                              | «Someday»                                 | —                | —                | —                | —                | —                | —                | —                | —                | —                | —                |                | без альбома         |
| 2001                                                                              | «I Won’t Cry»                             | —                | —                | —                | —                | —                | —                | —                | —                | —                | —                |                | без альбома         |
| 2002                                                                              | «Tu es foutu» / «You Promised Me»         | 6                | 1                | 9                | 2                | 3                | 2                | —                | 6                | 23               | 1                | - GLF: Золотой | Rendéz-Vous         |
| 2003                                                                              | «In-Tango» / «We Tango Alone»             | —                | 2                | 35               | 10               | 76               | 2                | —                | —                | —                | —                |                | Rendéz-Vous         |
| 2003                                                                              | «I’m folle de toi»                        | —                | —                | —                | —                | —                | 4                | —                | —                | —                | —                |                | Rendéz-Vous         |
| 2003                                                                              | «Shock»                                   | —                | 9                | —                | —                | —                | —                | —                | 32               | —                | —                |                | Rendéz-Vous         |
| 2004                                                                              | «Ah l’amour, l’amour»                     | —                | —                | —                | —                | —                | —                | —                | —                | —                | —                |                | Rendéz-Vous         |
| 2004                                                                              | «Milord»                                  | —                | —                | —                | —                | —                | 7                | 79               | —                | —                | —                |                | La Vie En Rose      |
| 2005                                                                              | «Mama Mia»                                | —                | —                | 88               | —                | 52               | 9                | 7                | —                | —                | —                |                | Voilà!              |
| 2005                                                                              | «Tu es là?» (совместно со Pochill)        | —                | —                | —                | —                | —                | —                | —                | —                | —                | —                |                | без альбома         |
| 2006                                                                              | «Oui» / «If»                              | —                | —                | —                | —                | —                | —                | —                | —                | —                | —                |                | Voilà!              |
| 2007                                                                              | «I Love» (совместно со Stachursky)        | —                | —                | —                | —                | —                | 9                | —                | —                | —                | —                |                | Największe Przeboje |
| 2007                                                                              | «Aujourd’hui»                             | —                | —                | —                | —                | —                | —                | 87               | —                | —                | —                |                | без альбома         |
| 2009                                                                              | «Le dragueur»                             | —                | —                | —                | —                | —                | —                | 68               | —                | —                | —                |                | Passion             |
| 2009                                                                              | «Les fous» / «Stick to You»               | —                | —                | —                | —                | —                | —                | 215              | —                | —                | —                |                | Passion             |
| 2010                                                                              | «Vive le swing»                           | —                | 12               | —                | —                | —                | —                | 207              | —                | —                | —                |                | Passion             |
| 2011                                                                              | «Le cri du coeur»                         | —                | —                | —                | —                | —                | —                | 218              | —                | —                | —                |                | Passion             |
| 2011                                                                              | «Avec toi» (совместно с Зои)              | —                | —                | —                | —                | —                | —                | 201              | —                | —                | —                |                | Zoe’s Code          |
| 2011                                                                              | «Падает снег» (совместно с Жанной Фриске) | —                | —                | —                | —                | —                | —                | 136              | —                | —                | —                |                | без альбома         |
| 2012                                                                              | «La trompette»                            | —                | 5                | —                | —                | —                | —                | 190              | —                | —                | —                |                | без альбома         |
| 2014                                                                              | «J’adore»                                 | —                | —                | —                | —                | —                | —                | —                | —                | —                | —                |                | без альбома         |
| 2015                                                                              | «Kiki Swing» / «Kiki la belle»            | —                | —                | —                | —                | —                | —                | 130              | —                | —                | —                |                | без альбома         |
| 2016                                                                              | «Chico Gitano» / «Люблю цыгана»           | —                | —                | —                | —                | —                | —                | 178              | —                | —                | —                |                | без альбома         |
| 2019                                                                              | «Mon amour» (совместно с Лолитой)         | —                | —                | —                | —                | —                | —                | —                | —                | —                | —                |                | без альбома         |
| 2020                                                                              | «Be Italian»                              | —                | —                | —                | —                | —                | —                | —                | —                | —                | —                |                | без альбома         |
| 2020                                                                              | «Подожди» (совместно с Авраамом Руссо)    | —                | —                | —                | —                | —                | —                | 159              | —                | —                | —                |                | без альбома         |
| Символ «—» означает, что сингл не попал в чарт или не выпускался в данной стране. |                                           |                  |                  |                  |                  |                  |                  |                  |                  |                  |                  |                |                     |

### Как приглашённый артист
| 2006                                                                              | «I Was A Ye-Ye Girl» (Doing Time при участии Ин-Грид)  | 277 | без альбома |
| 2010                                                                              | «The Children Of Piraeus» (Aroma при участии Ин-Грид)  | —   | без альбома |
| 2012                                                                              | «Sweet Fairy Love» (Lineki & Bern при участии Ин-Грид) | 231 | без альбома |
| 2013                                                                              | «Tu le saia» (Паоло Россини при участии Ин-Грид)       | —   | без альбома |
| 2017                                                                              | «Soi italien» (Dimi-Nuendo при участии Ин-Грид)        | —   | без альбома |
| Символ «—» означает, что сингл не попал в чарт или не выпускался в данной стране. |                                                        |     |             |

## Видеоклипы
| Год  | Название                                                       | Режиссёр   |
| ---- | -------------------------------------------------------------- | ---------- |
| 2002 | «Tu es foutu»                                                  | неизвестен |
| 2003 | «In-Tango»                                                     | неизвестен |
| 2003 | «Shock»                                                        | неизвестен |
| 2004 | «Milord»                                                       | неизвестен |
| 2005 | «Mama Mia»                                                     | неизвестен |
| 2006 | «Oui»                                                          | неизвестен |
| 2009 | «Le dragueur»                                                  | неизвестен |
| 2009 | «Les fous»                                                     | неизвестен |
| 2010 | «Vive le swing»                                                | неизвестен |
| 2011 | «Avec toi» (совместно с Зои)                                   | неизвестен |
| 2015 | «Kiki Swing»                                                   | неизвестен |
| 2015 | «Drops of Hope» / «Ümid yağışı» (совместно с Вагифом Нагиевым) | неизвестен |
| 2020 | «Be Italian» (Animated Music Video)                            | неизвестен |